# Klein Henstedt
Klein Henstedt ist ein Ortsteil der Gemeinde Prinzhöfte, die zur Samtgemeinde Harpstedt im niedersächsischen Landkreis Oldenburg  gehört.

## Geografie und Verkehr
Klein Henstedt liegt nördlich der Kernbereiche von Prinzhöfte und von Harpstedt. Am östlichen Ortsrand fließt die Delme. 
Der Ort liegt zwischen der südlich verlaufenden A 1 und der nordwestlich verlaufenden B 213.

## Geschichte
Klein Henstedt wurde erstmals 1343 erwähnt. Eine erste Wassermühle entstand um 1660 am Grenzgraben zu Ganderkesee. 1851 wurde die Sether Mühle als  Erdholländer-Windmühle gebaut. Um 1880 entstand die ehemalige Schule.
 
Am 1. März 1974 wurde das Dorf zusammen mit Horstedt nach Prinzhöfte eingegliedert.